# Pseudacteon yunnanensis
Pseudacteon yunnanensis (лат.) — вид паразитических мух горбаток из подсемейства Metopininae.

## Распространение
Китай (Юньнань).

## Описание
Длина тела 1,01-1,05 мм. Апикальная щетинка щупика короче максимума щупика; 5-й тарзомер длиннее первого членика; ряд щетинок составляет 2/3 длины средней голени; щетинки ниже базальной половины заднего бедра короче, чем щетинки передне-вентрального ряда наружной половины; 6-й тергит редуцирован в узкую переднюю полоску посередине, но каждая боковая четверть несет по 3-4 коротких щетинки в поперечном ряду; стернит VI крупный с обеих сторон и тонкий посередине, с 3-4 длинными и сильными щетинками с каждой стороны; на дорзуме яйцевода по 7-8 мелких щетинок с каждой стороны. Новый вид близок к Pseudacteon linzhiensis, но отличается от последнего более коротким вторым отделом косты и формой VI стернита.